# Björn Nordqvist
Björn Nordqvist (født 6. oktober 1942 i Hallsberg, Sverige) er en tidligere svensk fodboldspiller, der spillede som midterforsvarer. Han repræsenterede det svenske landshold ved tre VM-slutrunder, og nåede i alt at spille 115 landskampe. Dette var på daværende tidspunkt svensk landskampsrekord, en præstation der dog senere er blevet overgået af Thomas Ravelli.
Nordqvist spillede på klubplan blandt andet for IFK Norrköping, IFK Göteborg og Örgryte IS i hjemlandet, samt hollandske PSV Eindhoven. Han blev i 1968 kåret til Årets fodboldspiller i Sverige.